# Zbór Kościoła Adwentystów Dnia Siódmego w Lubinie
Zbór Kościoła Adwentystów Dnia Siódmego w Lubinie – zbór adwentystyczny w Lubinie, należący do okręgu dolnośląskiego diecezji zachodniej Kościoła Adwentystów Dnia Siódmego w RP.
Lubiński zbór adwentystyczny został założony w 1924 r.
Pastorem zboru jest kazn. Stanisław Niedziński, natomiast starszym – Marcin Dąbrowski. Nabożeństwa odbywają się w kaplicy przy ul. Niepodległości 2/1 każdej soboty o godz. 9.30.